# Newbiggin in Teesdale
Newbiggin – osada i civil parish w Anglii, w hrabstwie Durham. W 2011 civil parish liczyła 146 mieszkańców.